# Висби
Висби (швед. Visby) град је у Шведској, у крајње југоисточном делу државе, на острву Готланд. Град је у оквиру Готландског округа и његово је управно седиште и највеће насеље (у ствари једини град). Висби је истовремено и седиште Општине Готланд, која се поклапа са округом.
Висби је чувен као најбоље очувани средњовековни град у Скандинавији, окружен 3,4 km дугим каменим бедемом. Стога се град налази на списку светске баштине УНЕСКО-а.

## Порекло назива
Име потиче од старонордијске речи Vi, што значи „место где се жртвује“. Она је додата на реч By, у значењу „град“.

## Природни услови
Висби се налази у крајње југоисточном делу Шведске. Од главног града државе, Стокхолма, град је удаљен 210 км јужно (укључујући превоз трајектом).
Рељеф: Висби се развио на западној страни острва Готланд, на месту где је оно најближе скандинавском копну. Градско подручје је брдовито, а надморска висина се креће 0-50 м.
Клима у Висбију је континентална са утицајем мора и крајњих огранака Голфске струје. Стога су зиме блаже, а лета свежија у односу на дату географску ширину.
Воде: Висби се развио на западној страни острва Готланд, у средишњем делу Балтичког мора. Град се образовао на месту некадашњег малог залива, који је данас у целости претворен у пристаниште.

## Историја
Није позната најранија историја Висбија, али је дато подручје насељено у време праисторије (остаци примитивних грађевина).
Насеље је на ово месту се јавља око 900. године као трговачко средиште. У 12. веку саграђена је саборна црква посвећена Богородици, која је преобликована је у 13. веку.
У време позног средњег века град је напредовао, јер је био члан Ханзе, а налазио се на географски веома значајном месту у Балтичком мору. Градња зидина отпочела је у 13. веку. Већ до 1280. зидови су достигли садашњу висину и добили су особене куле. Острво Готланд је освојио краљ Валдемар IV од Данске, па је Висби постао дански град. Гусари Виталијанци су више пута (1391, 1394. и 1398) заузимали и пљачкали Висби. Краљ Ерик од Помераније је изградио дворац н Висбију и ту живео од 1439.. године. Висби је тада постао „гусарско гнездо“ и обустављена је сва трговина. Ханза је 1470. прогласила да Висби више није ханзеатски град.
Коначни ударац Висбију дошао је 1525. године. Трговци из Висбија били су у свађи са немачким Либеком. Немци су започели са паљењем свих цркава у граду сем саборне. Рушевине су остале до дана-данашњег.
Висби је поново постао шведски град 1645, после 300 година под данском управом. Међутим, све до почетка 19. века Висби није напредовао. Тада поново долази до развоја трговине и поморства. Град и острво су поново доживели благостање.
После Другог светског рата Висби је постао туристичко средиште, а развоју туризма допринело је и добијање статуса светске баштине 1995. године.

## Становништво
Висби је данас град средње величине за шведске услове. Град има око 23.000 становника (податак из 2010. г.), а градско подручје, тј. истоимена општина има око 57.000 становника (податак из 2010. г.). Последњих деценија број становника у граду лагано, али сигурно расте.
До средине 20. века Висби су насељавали искључиво етнички Швеђани. Међутим, са јачањем усељавања у Шведску, становништво Калмара је постало шароликије, али опет мање него у случају других већих градова у држави.

## Привреда
Данас је Висби савремени индустријски град са развијеном привредом. Некадашње поморство и риболов су савремени, али не и важни као некад. Последње две деценије посебно се развијају трговина, услуге и туризам.

## Знаменитости
Висби има изванредно очувано старо градско језгро, које је најбоље очуван средњовековни град у Скандинавији. Он се састоји од неправилне мреже улица и тргова, а окружен је 3,4 km дугим каменим бедемом. Стога се град налази на списку светске баштине УНЕСКО-а од 1995. године.

## Галерија
- Саборна црква у Висбију
- Црква светог Николе, грађена 1230, спаљена 1525.
- Висби око 1700.
- Градска лука
- Барутна кула
- Градски кеј
- Градски парк Алмедален
- Улица старог градског језгра
- Пакхуслан, један од тргова старог Визбија